# 大いなる業
大いなる業（おおいなるわざ、ラテン語：Magnum opus、英語：The Great Work グレート・ワーク）は、いくつかの精神的な伝統（カバラ、テレマ、錬金術等）における「大いなる作業」を指す。ラテン語由来の言葉「マグヌム・オプス」は一般には芸術作品等の「大作」を意味するが、錬金術の文脈では「大作業」を意味する。

## 錬金術
大いなる業は卑金属を金へ完全に変換する、または賢者の石の創造を指すヨーロッパ中世の錬金術の言葉に由来している。後にヘルメス主義で、意識変容を表すメタファーとして使われた。これには次の三つの段階がある。
- 「ニグレド」（Nigredo）黒化（腐敗） ： 個性化、浄化、不純物の燃焼
- 「アルベド」（Albedo）白化（再結晶） ： 精神的浄化、啓発
  - 「キトリニタス」（citrinitas）黄化（黄金） ： 変容、完成（15世紀以降しだいに下の「ルベド」へ統合されるようになった[1]）
- 「ルベド」（Rubedo）赤化（賢者の石） ： 神人合一、有限と無限の合一

## カバラ
ゾーハルや形成の書などの古典的なカバラの教典に「大いなる業」という言葉は存在しない。
しかしながら、ルネサンス期のカバリストの書物にはそのコンセプトが見られる。

## ヘルメス主義
儀式魔術第一人者の一人で黄金の夜明け団に影響を与えたエリファス・レヴィ（1810年 - 1875年）は、大いなる業を詳細に論じた。彼は次のように定義した。
大いなる業は、すべての物事、彼自身による人間の創造より前にあり、彼の知識と将来のすべての完全な征服と言える。それは特に彼の意志の完全な解放である。

## セレマ
セレマでは、大いなる業は、一般的に、自己と「すべて」の神秘的な合一を導く精神的実践として定義されている。——「大いなる業は反するものの合一である。それは魂と神、ミクロコズムとマクロコズム、女と男、エゴと非エゴの合一を意味する。」 アレイスター・クロウリー（1875年 – 1947年）によると、これは、彼が「聖守護天使との知識と会話」と呼ぶものによって最初に明言される。 別の視点では、彼はまた、大いなる業は、自己認識の探求のため、「自己存在の本性と能力の知識を獲得」するためだと考えていた。クロウリーはしばしば、大いなる業を「成功する」または、「達成する」という考え方を論じ、また、この過程は継続するものであると認識していた。
聖杯の探求、賢者の石の捜索——名前は何であれ我々が大いなる業と呼んでいるもの——は、それ故に終わりがない。成功は、卓越した可能性の新しい手段にのみ開かれている。そうだ、本当に、その通り！課題は限界のない疲れ知らずとその喜びにある。つまり、世界全体のため、その中にあるすべて、そこはしかし冠を被り征服した子供の無限の遊び場、飽くことのない、無邪気で、宇宙と永遠の終わりのない歓喜の継承者、その名は人間？

## 参考書籍
- Crowley, Aleister. Magick: Book 4. 2nd ed. York Beach, Me. : S. Weiser, 1997.
- ____ Magick Without Tears. Phoenix, AZ : Falcon Press, 1992.
- ____ Liber CXCVII.  Sir Palamedes the Saracen Knight  In: "A poetic account of the Great Work and enumeration of many obstacles."
- Levi, Eliphas.  Dogme et rituel de la haute magie, published in English as Transcendental Magic.  A.E. Waite, trans.
- Thelemapedia. The Great Work., 2004. Retrieved April 14, 2006.